# Porotobjergene
Porotobjergene er en bjergkæde i det sydvestlige Tanzania.

## Geografi
Porotobjergene er en del af Tanzanias sydlige højland. Bjergkæden ligger mellem Rukwasøen  i nordvest og Malawisøen i sydøst, omkring 20 kilometer syd for byen  Mbeya.

### Afgrænsning
Bjergkæden løber i øst-vestlig retning og er i nord afgrænset af Usangusletten, i øst støder Kipengerebjergene op, nogle gange omtales Porotobjergene også som den nordvestlige del af Kipengerebjergene gennem Kituloplateauet. Grænsen mod syd er floden Kiwira.

### Hydrologi
Kiwira-floden afvander den sydlige del af Poroto-bjergene til Malawisøen. En række små vandløb har deres udspring på den nordlige skråning og løber ud i Rukwa-søen via Songwe.

### Geologi
Den højeste top af Poroto-bjergene er Ngozi der er  2.621 meter  over havet. Det ligger på den nordlige kant af calderaen i Ngozi-krateret, som rummer  en kratersø. Ngozi og de sydlige udløbere af  Porotos er blandt de mest regnfulde  steder i  Tanzania.
Ngozi er en vulkan, der menes at være dannet i Pleistocæn. Calderaen stammer fra et udbrud for omkring 10.000 til 12.000 år siden. Undersøgelser viser, at der stadig er hydrotermiske åbninger i kratersøen i dag.

## Naturbeskyttelse
- Poroto Ridge er et 112 km2 stort område beskyttet som et skovreservat i 1937. Den omfatter Ngozi kratersøen og et stort område vest for den. Det administreres af Tanzania Forest Services Agency.
- Ngalijembe ligger øst for Ngozi. Det er et skovreservat etableret i 1956, der dækker 3 kvadratkilometer.[3]